# Basement Jaxx
Basement Jaxx és un duo britànic de música house format per Felix Buxton i Simon Ratcliffe que es va fer popular a finals dels noranta. El grup va començar el 1994 a Brixton, un barri al sud de Londres.
Atlantic Jaxx Recordings és una compilació de cançons del seu segell Atlantic Jaxx des de 1994 fins a 1997. Inclou dos èxits d'esta primera època: «Samba Magic» i «Flylife».
El 1999, Basement Jaxx va llançar el seu primer àlbum, Remedy, que inclou els èxits «Red Alerr”, «Rendez Vu", «Jump N' Shout”, i «Bingo Bango”. Red Alert” es va usar en un anunci de Coca-Cola. També va llançar Jaxx Unreleased, una compilació de cares B, remescles i altres.es
El seu següent àlbum el 2001, Rooty, inclou «Romeo», «Just 1 Kiss», «Where's Your Head At?» i «Get Me Ofg». El vídeo musical de «Romeu» és una paròdia de les pel·lícules de Bollywood. «Where's Your Head At?» que utilitza un sample de «M.E.» de Gary Numan, es va convertir en un gran èxit internacional en 2002, i es considera una de les seues millors cançons.
En 2003 va aparéixer el seu tercer àlbum, Kish Kash, amb contribucions de Lisa Kekaula (Bellrays), Me'shell Ndegeocello, Dizzee Rascal, Cotlyn Jackson, J.C. Chasez, Siouxsie Sioux, i Phoebe. Kish Kash va guanyar el Grammy al millor àlbum de música dance en 2005.

## Discografia

### Àlbums
- Remedy (1999)
- Rooty (2001)
- Kish Kash (2003)
- Crazy Itch Radio (2006)
- Scars (2009)
- Zephyr (2009)
- Junto (2014)

### Compilacions
- Atlantic Jaxx Recordings: A Compilation (1997)
- Jaxx Unreleased (1999)
- The Singles (2005)

## Enllaços externs

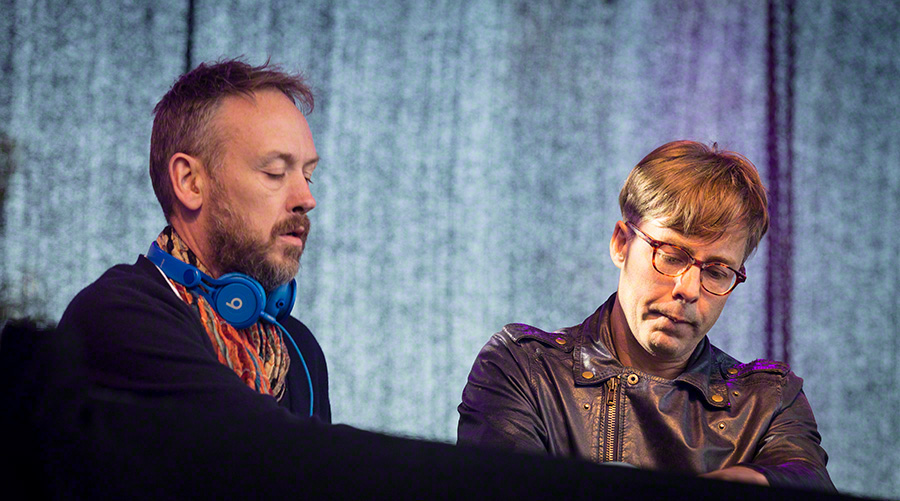
Basement Jaxx, 2016